# Aacanthocnema casuarinae
Aacanthocnema casuarinae је врста вашки из породице Triozidae, типична у роду Aacanthocnema. Живи на подручју аустралијских држава Нови Јужни Велс, Јужна Аустралија и Тасманије.